# Southern Aurora

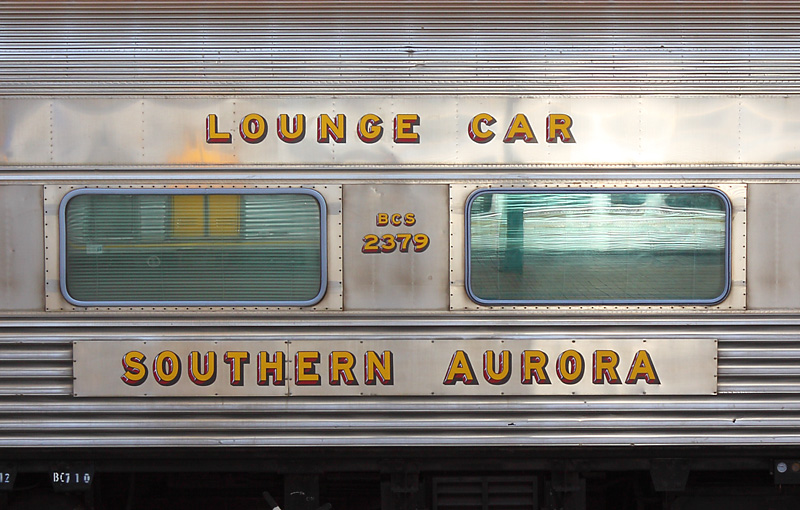
En vagn från tåget Southern Aurora som bär en namnskylt.

Southern Aurora var ett lyxnattåg i Australien som kördes mellan huvudstäderna Sydney i New South Wales och Melbourne i Victoria. Southern Aurora lanserades 12 april 1962 i Sydney, och tågets första körning i trafik ägde rum den 16 april 1962, några månader efter att den normalspåriga järnvägsförbindelsen mellan Albury och Melbourne fullbordades. Tåget hade endast 1:a klass sovplatser för resande och bestod av vagnar byggda med rostfritt stål. Den 2 augusti 1986 kördes Southern Aurora för den sista gången och ersattes av tåg heter Sydney Expess (i riktning mot Sydney) och Melbourne Express (i riktning mot Melbourne). Vagnarna ägdes av New South Wales Government Railways och Victorian Railways tillsammans. Southern Aurora marknadsfördes som the finest train in the world (svenska: världens finaste tåg) av New South Wales Government Railways.

## Lansering
Southern Aurora lanserades på kvällen den 12 april 1962 vid en formell middag som ägde rum i Sydney. Bland de dryga 600 gäster som var med på lanseringsmiddagen fanns Australiens generalguvernör Viscount De L'Isle VC, Australiens premiärminister Robert Menzies, New South Wales guvernör Sir Eric Woodward, New South Wales premier Robert Heffron och Victorias premier Henry Bolte. Under middagen avslöjades tågets officiella namn, Southern Aurora, av Australiens generalguvernör. Tågets namn är en hänvisning till den romerska gudinnan Aurora. Efter middagen avgick två Southern Aurora-tåg från Sydneys centralstation mot Melbourne.

## Drift
Auroran avgick samtidigt från Sydney och Melbourne klockan 20 på kvällen och ankom till slutstationen, Melbourne eller Sydney, klockan 09 dygnet därpå. Tågen stannade vid endast två mellanliggande stationer, Goulburn där lokförare byttes, och Albury, där lokförare och lok byttes eftersom Albury var gränsstationen mellan delstaterna New South Wales och Victoria. Det gick inte att stiga på Southern Aurora i Goulburn eller Albury, detta dock ändrades på senare år då resande mellan Goulburn och Melbourne (och tvärtom) tilläts. Från och med juli 1973 försågs Southern Aurora med en bilvagn. I början drogs tåget av lok från New South Wales Government Railways mellan Sydney och Albury och av lok från Victoria Railways mellan Albury och Melbourne, detta dock förändrades november 1981 då ett antal lok från bägge delstater godkändes för att köra hela sträckan från Sydney till Melbourne.

## Olyckor
Den 7 februari 1969 inblandades Southern Aurora i en dödsolycka i Violet Town då tåget frontalkrockade med ett godståg och nio personer omkom. Till följd av olyckan skrotades sju personvagnar som innebar att det inte var tillräckligt med vanliga auroravagnar och vagnar från persontåget Indian Pacific, som inte var i drift än, används medan nya vagnar tillverkades.

## The Glamour and The Gauge

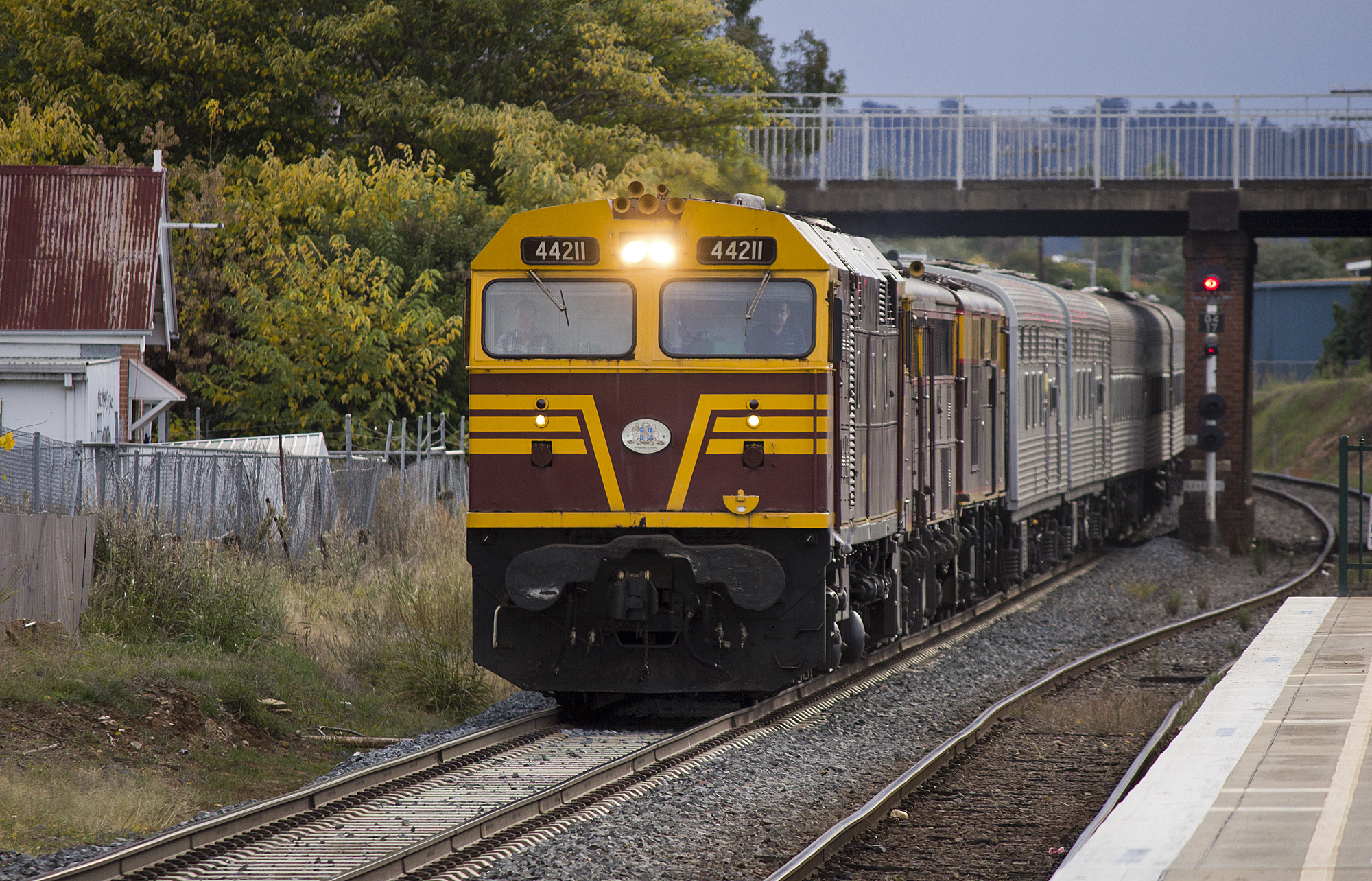
Southern Aurora (som veterantåg) passerar Wagga Wagga Railway Station i april 2012.

Den 16 april 2012 lanserades en utställning Southern Aurora - The Glamour and The Gauge om Southern Aurora på Rail Heritage Central på Sydneys centralstation för att fira 50-årsdagen på tågets första körning. Utställningen innehåller bland annat bilder på Southern Aurora och föremål som rör såväl tåget som 1960-talet.

### Fotnoter
1. ↑  Rail Corporation New South Wales (12 april 2012). ”Southern Aurora celebrates 50 years of rail travel” (på engelska). http://www.railcorp.info/__data/assets/pdf_file/0003/10839/120412-RailCorp_release-Southern_Aurora.pdf. Läst 16 april 2012.[död länk]
2. 1 2 3  Gilbertson, Col (2012). "It's Thru in '62", sid 16
3. 1 2  Cooke, Estell, Seckold, Beckhaus och Toohey (2003) (på engelska). Coaching Stock of the NSW Railways - Volume 2. Matraville, New South Wales, Australien: Eveleigh Press. sid. 200-201. ISBN 1 876568 01 1
4. ↑  Dunn, John (2008) (på engelska). Comeng: A History of Commonwealth Engineering. Volume 2 1955-1966. Rosenberg Publishing Pty Ltd. sid. 240. ISBN 978-1-877058-73-8
5. 1 2 3 4  Banger  2012, s. 43.
6. ↑  Banger  2012, s. 38-39.
7. ↑  Gilbertson, Col (2012). "It's Thru in '62", sid 10
8. ↑  Gilbertson, Col (2012). "It's Thru in '62", sid 15
9. ↑  Pearce, Kenn (1994) (på engelska). Australian Railway Disasters. IPL Books. sid. 171-175. ISBN 0-908876-85-8
10. ↑  Banger  2012, s. 67.